# Sord M5
Sord M5 ime je za japansko kućno računalo koje razvila tvrtka Sord Computer Corporation i koje je na tržište izašlo 1982. godine.

## Tehnička svojstva
- Mikroprocesor: Zilog Z80
- Takt3.58 MHz
- Grafički procesor: TMS9918
  - Znakovni mod: 24x40 znakova (8x6 znakovna matrica), 224 korisničkih znakova
  - Grafika: 256x192, 16 boja
  - Likovi (sprite): 32 podržana u sklopvolju (matrica od 16x16 piksela)
- Zvukovno skopovlje : SN76489
  - 3 kanala za zvuk
  - 1 kanal za šum
  - 6 oktava, 15 visina u amplitudi levels
- RAM: 20 KB ( 16KB je za video)
- ROM: 8 KB proširiv na 16KB
- U/I spojevi:
  - TV izlaz
  - Video izlaz   (utičnica za slušalice)
  - Izlaz za zvuk (utičnica za slušalice)
  - Centronics 16-iglični međuslkop
  - 8-iglični DIN spojnik za kazetofon
- Napajanje: vanjsko

## Programski jezici na ROM kartici
- BASIC-I
  - Cijelobrojna aritmetika (16 bitna s predznakom)
- BASIC-G
  - Grafika i zvuk
- BASIC-F
  - Aritmetika s kliznim zarezom
- FALC
  - Skup aplikacija